# Tailspin Tommy
Tailspin Tommy (no Brasil “O Rei das Nuvens”) é um seriado estadunidense de 1934, produzido pela Universal Pictures, baseado em Tailspin Tommy, tira em quadrinhos de Hal Forrest. Dirigido por Lew Landers, foi o 97º dos 137 seriados realizados pela Universal, e o seu 24º sonoro. O enredo trata de um conflito de contrato com o correio aéreo do governo.

## Sinopse
"Tailspin" Tommy (Maurice Murphy), um jovem mecânico, ajuda o ás da aviação Milt Howe (Grant Withers) na obtenção do contrato da mala postal da Three Points Airlines, e depois se torna um herói, ao enfrentar o concorrente vilão Tiger Taggart (John Davidson). Quando Tommy é contratado por uma produtora de cinema para participar de um épico da aviação, Tiger planeja mandar o capanga Hoyt (Walter Miller) bombardear as filmagens, mas seus planos são descobertos e revelados pela amiga de Tommy, Betty Lou (Patrícia Farr). Tommy filma o bombardeio, evitando os prejuízos para Milt, que empenhara a empresa para ajudar nas filmagens.

## Elenco
- Maurice Murphy … "Tailspin" Tommy Tompkins
- Noah Beery, Jr. … Peter "Skeeter" Milligan
- Patricia Farr … Betty Lou Barnes
- Walter Miller … Bruce Hoyt
- Grant Withers … Milt Howe
- Charles A. Browne … Paul Smith
- Bryant Washburn … Mr Grant, diretor da Midnight Patrol
- Belle Daube … Mrs Martha Tompkins, mãe de Tommy
- John Davidson … Wade "Tiger" Taggart
- Harrison Greene … the Air circus announcer
- William Desmond … Sloane
- Lew Kelly … Victor Martin
- John Ince … Eric Peabody, capanga de Tiger
- Lee Beggs … Deacon Grimes
- Ethan Laidlaw … Bart Dirk, capanga de Tiger
- Monte Montague … Cliff
- Al Ferguson … Capanga Curly
- Walter Brennan … Enfermeiro
- King Baggot … Inspetor do avião
- Edmund Cobb ... Piloto Walton
- Jack Mower ... Capitão Jones (não-creditado)

## Produção
Tailspin Tommy foi o primeiro seriado baseado em histórias em quadrinhos, no caso, criação de Hal Forrest. De 1936 a 1945, a Universal fez mais adaptações de quadrinhos do que seus rivais, Columbia Pictures e Republic, combinados. A Universal Pictures produziu dois seriados e a Monogram Films quatro filmes com o personagem criado por Hal Forrest.
Jimmy Allen era um personagem de série que rivalizava, no rádio, com a tira de jornal “Tailspin Tommy”. Ele apareceu no filme Sky Parade. Grant Withers interpretou o companheiro neste filme, assim como nos seriados Tailspin Tommy.

## Recepção da crítica
Tailspin Tommy foi um sucesso, em parte devido ao reconhecimento do nome.
Em 1936, foi realizada uma sequência, “Tailspin Tommy in the Great Air Mystery” (No Brasil, “O Grande Mistério Aéreo”), sob direção de Ray Taylor, porém com Clark Williams e Jean Rogers nos papéis de Tommy e Betty Lou.

## Capítulos
1. Death Flies the Mail
2. The Mail Goes Through
3. Sky bandits
4. The Copper Room
5. The Night Flight
6. The Baited Trap
7. Tommy to the Rescue
8. The Thrill of Death
9. The Earth God's Roar
10. Death at the Controls
11. Rushing Waters
12. Littleville's Big Day

Fontes:.